# Toxoneura venusta
Toxoneura venusta is een vliegensoort uit de familie van de Pallopteridae. De wetenschappelijke naam van de soort is voor het eerst geldig gepubliceerd in 1858 door Loew.